# کومانو ناچی تایشا
کومانو ناچی تایشا (به ژاپنی: 熊野那智大社 Kumano Nachi Taisha) یک معبد شینتویی در دامنه کوه کی، استان واکایاما، ژاپن است. 